# Battlefield Hardline
Battlefield Hardline er et First-Person-Shooter spil der udkom d. 17. marts 2015. Det handler om at være enten røver eller politi.
Spillet er udviklet af Digital Illusions og udgivet af Electronic Arts bedre kendt som EA.
| computerspil | Spire Denne computerspilsrelaterede artikel er en spire som bør udbygges. Du er velkommen til at hjælpe Wikipedia ved at udvide den. |